# Ole Bjørn Kraft
Ole Bjørn Kraft (* 17. Dezember 1893 in Kopenhagen; † 2. Dezember 1980 in Fredriksberg) war ein dänischer Politiker der Konservativen Volkspartei.

## Leben
Kraft absolvierte eine Ausbildung zum Journalisten und studierte Journalismus an der Universität Kopenhagen. Er arbeitete unter anderem für die dänischen Zeitungen Århus Stiftstidende und Berlingske.
1945 wurde er Verteidigungsminister. 1950 bis 1953 war er stellvertretender Ministerpräsident und Außenminister Dänemarks in der Regierung Erik Eriksen. Daneben war er von 1952 bis 1953 Vorsitzender des NATO-Ministerrats.
Kraft starb 1980 im Alter von 86 Jahren.